# Глобальне врядування
Глобальне врядування (англ. Global governance) — цілеспрямований порядок, який виникає в рамках інститутів, процесів, норм, офіційних угод та неформальних механізмів, які регулюють діяльність для загального блага.
У більш широкому розумні цей термін характеризує всі види міжнародної інтеграції та трансформацію міжнародних організацій з метою відповідності сучасним глобальним викликам.

## Історія
Концепція глобального врядування активно розвивається науковцями починаючи з 1980-х років ХХ століття. Багато у чому вона заснована на ідеях Іммануїла Валлерстайна щодо обмеження влади національних держав через обов’язкову участь сучасної держави у міждержавній (міжнародній) системі, яка розвивається разом з світовою економікою.

## Основні ознаки глобального врядування
- регулює види діяльності які виходять за межі національних кордонів та відбуваються на міжнародному, транснаціональному або регіональному рівнях;
- основними акторами є публічні, приватні та гібридні інституції, а також глобальні політичні та економічні мережі;
- ґрунтується на правилах та процедурах які сформовані на базі спільних цінностей та принципів;
- обумовлює формування міжнародних режимів, гармонізацію національних законодавств різних країн;
- дотримання спільних правил забезпечується в першу чергу економічними та ідеологічними мотивами.

## Глобальне неуправління
Одним з аспектів критики негативних ефектів глобального врядування є поняття глобального неуправління (англ. global ungovernance). Термін був запропонований британською економісткою Сьюзен Стрейндж у 1996 році та позначає дифузію влади від національних урядів до наднаціональних установ, або до недержавних суб'єктів, яка відбувається завдяки розвитку глобальних ринків. У сучасному тлумаченні, також, позначає специфічний режим управління та інституційного розвитоку міжнародних організацій в умовах невизначеності або неможливості швидкого досягнення завдань глобалізації, наприклад, таких як цілі сталого розвитку.